# كارلوس سليم ضومط
كارلوس سليم ضومط (بالإسبانية: Carlos Slim Domit)‏ (1967 في المكسيك - ) شخصية أعمال، ورائد أعمال من المكسيك.